# Зобачева, Майя Михайловна
Майя Михайловна Зобачева (5 августа 1926 — 16 мая 2019) — советский и российский химик-органик. Доктор химических наук (1979), профессор (1981), почётный профессор РГПУ им. А. И. Герцена (1999).
Лауреат Государственной премии Латвийской ССР (1982) — за создание лекарственного препарата фенибута.

## Биография
Блокадница.
Окончила факультет технологии органических производств Ленинградского технологического института по специальности технология пластических масс (1950), а также в ЛГПИ им. А. И. Герцена — аспирантуру по кафедре органической химии (1957). Ученица В. В. Перекалина. С 1952 года работала в РГПУ (ЛГПИ) им. А. И. Герцена: лаборант и ассистент, преподаватель, с 1964 года доцент, с 1979 г. профессор кафедры органической химии. Состояла членом диссертационного совета Д 212.199.22 на базе РГПУ, подготовила 6 кандидатов наук.
Кандидатская диссертация — «Синтез γ-аминокислот и α-пирролидонов» (1961).
Докторскую диссертацию «γ-Аминокислоты и α-пирролидонов» защитила в Институте органической химии АН Латвийской ССР (1979), получив в том же году степень по специальности «Биоорганическая химия, химия природных и физиологически активных веществ».
Награждена медалями «За оборону Ленинграда» (1944), «За доблестный труд», «Ветеран труда», серебряной медалью ВДНХ СССР, знаками «Отличник народного просвещения» РСФСР и СССР, почётной грамотой Минобрнауки России.
Автор 125 работ, публиковалась в частности в Журналах общей (ЖОХ) и органической химии (ЖООХ).